# Мэтсон, Олли
Олли Дженоа Мэтсон II (англ. Ollie Genoa Matson II; 1 мая 1930, Тринити, Техас, США — 19 февраля 2011, Лос-Анджелес, Калифорния, США) — американский легкоатлет и игрок в американский футбол, серебряный призёр в эстафете 4×400 и бронзовый призёр в беге на 400 м на летних Олимпийских играх в Хельсинки (1952).

## Биография
Окончив колледж в Сан-Франциско, поступил в местный университет, за который выступал в соревнованиях по американскому футболу в качестве защитника. В 1951 г. его команда выступила настолько успешно, что получила возможность участвовать в розыгрыше престижного кубка Orange Bowl. Однако его организаторы потребовали, чтобы из команды были исключены темнокожие игроки, в том числе Мэтсон. В знак протеста университетский клуб Сан-Франциско снялся с соревнований. За свои достижения спортсмен становится игроком Всеамериканской Футбольной Конференции. Однако, в том же году его клуб был расформирован и Мэтсон сосредотачивается на легкой атлетике.
Уже в средней школе и колледже он показывал высокие результаты в этом виде спорта, пробегая дистанцию в 440 м за 47 секунд. В 1952 г. на Олимпиаде в Хельсинки в составе национальной эстафетной команды он завоевывает серебряную медаль, прибавив к ней «бронзу» в индивидуальном зачете на той же дистанции. Сразу же после окончании Игр он объявил о завершении своей легкоатлетической карьеры и переходе в профессиональный футбол. И хотя клубы, за которые он выступал, не добивались высоких мест, сам спортсмен имел хорошую статистику, расположившись на 5-м месте лучших игроков НФЛ. Шесть раз он играл в матче звезд по итогам сезона.
По окончании карьеры игрока работал тренером в различных школах и университетах Лос-Анджелеса и Сан-Франциско.